# Charles Dieges
Charles J. Dieges  (USA, New York, New York, 1865. október 26. – USA, New York, Queens, 1953. szeptember 14.) amerikai kötélhúzó.
Az 1904. évi nyári olimpiai játékokon indult kötélhúzásban a négy amerikai válogatott közül a New York Athletic Clubban és 4. lettek a többi amerikai válogatott mögött.